# بيوبليتز
بيوبليتز (بالإنجليزية: bioblitz)‏ هي فترة زمنية مكثفة من العمل على مسح بيولوجي كامل لمنطقة ما، يهدف إلى تسجيل جميع الأنواع الحيّة داخل منطقة محددة. يعمل على ذلك مجموعة من العلماء وعلماء الطبيعة بشكل خاص وبعض المتطوعين، حيثُ يجرون بحوث ميدانية مكثفة في فترة زمنية متواصلة (مثل 24 ساعة). دائمًا ما يتم إشراك العامة من سكان المنطقة بعمليات الرصد؛ بهدف زيادة التوعية بأهمية التنوع الحيوي. ولجذب عدد كافي من المتطوعيين المحليين تُقام فعاليات بيوبليتز في المحميات الطبيعية والحدائق الحضرية القريبة من المدن. وقد وجدت الأبحاث حول أفضل الطرق لنجاح البيوبليتز هو التعاون مع المتاحف المحليّة للتاريخ الطبيعي، والذي بدوره سيحسن المشاركة من العامّة. كما أثبتت الأبحاث أن BioBlitzes هي أداة ناجحة في تعليم طلاب ما بعد المرحلة الثانوية عن التنوع الحيوي.

## المميزات
تتمتع حملات بيوبليتز بفرص وميزات مختلفة عن الحملات العلمية التقليدية، ومن هذه الميزات:
- المتعة: بدلاً من المسح الميداني المنظم والمدروس، فإن هذا النوع من الحملات يشابه أجواء المهرجانات أو الرحل. كما أن الإطار الزمني القصير يجعل البحث أكثر إثارة.
- محلي: يُعتقد أن مفهوم التنوع الحيوي يميل إلى الارتباط بالشعاب المرجانية أو الغابات المطيرة الاستوائية. لكن بيوبليتز تقدم فرصة للسكان المحليين لزيارة مكان قريب ورؤية أن المتنزهات المحلية فيها تنوع حيوي أيضًا، ويجب الحفاظ عليه.
- علمية: تجمع هذه الفعاليات معلومات تصنيفية مهمة عن بعض الأنواع في فترة زمنية قصيرة.
- التعرف على العلماء: تشجع بيوبليتز الأشخاص العاديين على مقابلة العلماء وطرح الأسئلة عليهم.
- تمييز الأنواع أو المجموعات النادرة: عند عمل المتطوعون والعلماء معًا، يصبحون قادرين على تحديد العوائل غير الشائعة أو التي بحاجة للحماية والإدارة، وفي بعض الحالات قد يتم اكتشاف أنواع نادرة.
- توثيق الأنواع المتوفرة: لا توفر بيوبليتز جردًا كاملاً للأنواع في موقع ما، ولكنها توفر قائمة بالأنواع التي تشكل أساسًا لجرد أكثر اكتمالاً، وغالبًا ما تُظهر المنطقة أو التصنيف الذي قد يُستفاد منه في دراسة أخرى.
- رفع مستوى الاهتمام بالعلوم: عن طريق بناء الاهتمام من عامة الناس بالعلوم والدراسات البيئية، وذلك من خلال تمكين الاتصال المباشر والأنشطة الشاملة.[4]